# Motiverande samtal
Motiverande samtal (MI, Motivational interviewing) är en specifik samtalsmetod och ett förhållningssätt med syfte att uppnå ökad motivation till beteendeförändring. Ursprungligen utformades den av psykologerna William R. Miller och Stephen Rollnick.
Metoden bygger på att man håller i åtanke och accepterar att människor som behöver förändra sitt beteende har varierande förutsättningar och vilja till förändring. Om rådgivningen är påtvingad, till exempel som straff vid brottslighet, är det möjligt att klienten aldrig tänkt på att förändra det berörda beteendemönstret. Somliga kan ha haft en önskan att förändras utan att aktivt arbetat med det, andra kan ha försökt förändra sitt beteende aktivt under många år utan framgång.
Kommunikationsformen är inte fördömande eller nedbrytande. Man försöker istället göra klienten mer medveten om problem som kan uppstå och vilka konsekvenser och risker som beteendet för med sig. Alternativt kan behandlaren hjälpa klienten med att föreställa sig en bättre framtid, och på så sätt öka motivationen. Strategin är att skapa nya tankebanor runt beteendet för att slutligen föreställa sig vad som går att vinna på förändring.
Skillnaden mellan traditionell rådgivning och motiverande samtal är att i motiverande samtal är behandlaren mer som en vägledare än en rådgivare. Behandlaren hjälper patienten att själv komma fram till hur denne ska agera, istället för att säga åt patienten vad denne bör göra.

## Användningsområden
I hälso- och sjukvården används motiverande samtal inom alla områden som ingår i Socialstyrelsens Nationella riktlinjer för sjukdomsförebyggande metoder: tobaksbruk, riskbruk av alkohol, bristande fysisk aktivitet och ohälsosamma matvanor. Inom vården används motiverande samtal också exempelvis vid rådgivning om stress, sömn och egenvård vid kroniska sjukdomar. Motiverande samtal används även inom beroendevården, socialtjänsten, skolan, tandvården, ungdomsmottagningar och kriminalvården.
Motiverande samtal kan användas som inledning till andra behandlingsmetoder, för att väcka ett intresse av livsstilsförändring. MI kan även användas som stöd vid annan behandling eller som enda behandlingsmetod för livsstilsförändringar.

## Förhållningssätt
I motiverande samtal har behandlaren ett förhållningssätt som ser till patientens behov av att bli hörd, sedd, förstådd, accepterad och respekterad. Vidare försöker behandlaren vara empatisk, respektfull och icke-moraliserande över vad behandlaren hör från patienten. Behandlaren försöker samarbeta med patienten istället, så att patienten själv kan hitta vilken väg att gå istället för att behandlaren kommer med färdiga råd. Allt detta för att stärka och stimulera patienten och patientens motivation.
Metoden bygger på fyra principer:
- visa empati
- uttrycka ambivalens
- stärka patientens egen förmåga att genomföra förändringar
- minska patientens eget motstånd till förändring

I det motiverande samtalet använder sig behandlaren bland annat av reflektivt lyssnande, öppna frågor, reflektioner, sammanfattningar av vad patienten sagt, bekräftelsetekniker, och diverse andra samtalstekniker för att locka fram förändringstänk och motivation hos patienten.

## Metodens effekt
Forskning visar att motiverande samtal har viss effekt vid missbruk, på upp till ett års sikt, jämfört med att inte göra något alls. Motiverande samtal tillsammans med Audit-screening tycks även fungera alkoholpreventivt i mödravården. Forskningen visar dock inte om metoden hjälper mer eller mindre än andra behandlingar, eller om effekten på kort sikt beror på till exempel uppmärksamhet eller att personen får komma på återbesök. Det finns för få studier för att avgöra om effekten av motiverande samtal är olika för dem som har alkohol- respektive narkotikaproblem.
Sannolikt har motiverande samtal olika effekt på olika patientgrupper beroende på tillstånd, tillgängliga alternativ samt patienternas motivation för beteendeförändring. Vid riskfylld alkoholkonsumtion är det till exempel visat att motiverande samtal har effekt, medan metoden inte ger någon skillnad i effekt jämfört med sedvanlig vård hos personer med diabetes. Det saknas bevis för om motiverande samtal påverkar beteendet när det gäller kostvanor eller fysisk aktivitet, fler studier på området behövs.